# 山海快速路
山海快速路是中国山东省烟台市的一条道路，连接芝罘区和莱山区，衔接荣乌快速路和牟莱高速公路，总长18.2公里，工程分为两期实施，一期工程全长约5.7公里，北起塔山隧道南，南至绿斯达路，全线采用高架加地面辅道形式，主线和地面辅道为双向6车道，主线标准横断面为50米，匝道部分标准横断面为74米。2021年12月26日开工，2022年5月21日开始全线盖梁施工，2022年7月8日进入架梁施工阶段。